# Петч, Томас
То́мас Петч (англ. Thomas Petch; 1870—1948) — британский миколог и фитопатолог.

## Биография
Томас Петч родился 11 марта 1870 года в приходе Хорнси на востоке Йоркшира. Учился в хоровой школе в Халле. Затем преподавал математику в Лейтонском техническом институте, одновременно занимаясь подготовкой к защите диссертации в Лондонском университете. Под влиянием микологов Чарльза Плоурайта и Джорджа Масси Петч заинтересовался изучением грибов.
В 1905 году Томас был назначен микологом Королевского ботанического сада в Перадении. В 1908 году он женился на дочери Плоурайта, Эдит Мэри. В 1924 году на короткое время вернулся в Англию, через год снова уехал на Цейлон, где основал Исследовательский институт чая. В 1928 году ушёл на пенсию и поселился в деревне Норт-Вутон на западе Норфолка.
Томас Петч скончался 24 декабря 1948 года.
Микологический гербарий Петча был в 1949 году приобретён Британским музеем. В 1961 году он был перевезён в Королевские ботанические сады Кью.

## Некоторые научные публикации
- Petch, T.; Bisby, G.R. The Fungi of Ceylon. — Colombo, 1950. — 111 p.

## Роды, названные в честь Т. Петча
- Petchia Livera, 1926